# Fuck The System (album)
Fuck the System is het achtste studioalbum van de Schotse punkband The Exploited, dat ruim zeven jaar na het voorgaande album werd uitgebracht. In de Verenigde Staten werd het album als F**k the System uitgebracht, en ook de titelnamen werden gecensureerd.
Het voorgaande album, Beat the Bastards, was redelijk succesvol. Daarom stond de band onder relatief grote druk om het voorgaande succes te evenaren. Hiertoe werden meer dan zestig nummers geschreven, en ook het opnemen van de nummers kostte veel tijd.
De teksten zijn overwegend links-politiek getint. De vrouwelijke stem op "There Is No Point" is van de toenmalige vriendin van bandleider Wattie Buchan.

## Tracklist
1. Fuck the System
2. Fucking Liar
3. Holiday in the Sun
4. You're a Fucking Bastard
5. Lie to Me
6. There Is No Point
7. Never Sell Out
8. Noize Annouys
9. I Never Changed
10. Why Are You Doing This to Me
11. Chaos Is My Life
12. Violent Society
13. Was It Me
Bonusnummers:[1]
14. Adding to Their Fears
15. Death Before Dishonour
16. Driving Me Insane
17. Pulling Us Down